# Angelo Mainardi
Angelo Mainardi (Roma, 6 gennaio 1932) è un giornalista, scrittore, critico letterario e traduttore italiano.

## Biografia
Orfano del padre a 5 anni, ha trascorso durante la guerra due anni a Campolongo al Torre, nel Friuli, nella grande casa e fattoria dei parenti del patrigno, ucciso in un mitragliamento aereo alleato.  Qui, ignorando le letture per l’infanzia, scopre e si appassiona alla grande letteratura attraverso gli scrittori russi dell’Ottocento. A fine guerra, frequenta a Roma il liceo scientifico Augusto Righi, ed è scelto, con Tullio De Mauro e Claudio Costantini, a far parte di un gruppo di studio di filosofia guidato dal prof. Mario Themelly. Nel 1958 si laurea in Lettere all’Università La Sapienza di Roma con una tesi sulla poesia di Dino Campana, relatore Giuseppe Ungaretti, contro-relatore Natalino Sapegno. Durante gli anni di Università, per le difficili condizioni della famiglia, lavora in banca, poi come correttore di bozze in una tipografia, traduttore di francese per diverse riviste, insegnante in una scuola media parificata. Negli stessi anni comincia l’attività giornalistica con articoli e saggi di argomento politico, collaborando al settimanale “Corrispondenza Socialista”, a “Critica Sociale” e a “Mondoperaio”, e si lega di amicizia con Cesare Vivaldi e Alfonso Gatto. Nel 1960 è assunto nella redazione del quotidiano socialista “Avanti!”, dove ricopre successivamente gli incarichi di redattore parlamentare e di notista politico.  Nel 1970, entra in RAI, nella redazione del Giornale Radio, dove diventa responsabile dei servizi culturali e inviato alla Buchmesse di Francoforte. Nel 1968 aveva sposato Luisa Bonolis, affermatasi poi come storica della Fisica, e dalla quale ha avuto due figli, Morgan e Ursula. Nel 1972-1973 fonda e dirige la galleria d’arte Godel, a Roma. È di questo periodo l’inizio di un lungo legame di amicizia con Maurizio Fagiolo dell’Arco, Paolo Cotani, Claudio Verna, Mario Dondero, Aldo Rosselli,, mentre conosce e frequenta Piero Dorazio, Rodolfo Aricò, Giorgio Griffa.
Dal 1974 si impegna interamente nell’attività letteraria. Il romanzo di esordio La stanza chiusa (Carte segrete, prefazione di Attilio Bertolucci), una storia di amore tra fratello e sorella, ottiene il Premio Mondello 1986. Il primo volume di racconti, Le donne di Kafka (Shakespeare & Co.). si aggiudica il Premio Pavese 1993. Nella sua narrativa, attenta alle potenzialità espressive della scrittura, confluiscono le sue varie esperienze biografiche e culturali. Tre offese, del 1990,  ambientato nella Praga post-comunista, indaga i riflessi sociali e psicologici della dissoluzione del potere sovietico. La superiorità del topo, del 2011, disegna la progressiva compromissione di un uomo con la Germania di Hitler, sedotto dal fascino di una funzionaria nazista. La congiura dei fisici, del 2014, ricostruisce in maniera fantastica una vicenda reale di connivenza di un gruppo di scienziati occidentali con la politica nucleare di una dittatura del Medio Oriente. La sparizione (2019) racconta il caso (rimasto oscuro e coperto dal segreto di stato) della scomparsa in Libano, durante la guerra civile, dei giornalisti Italo Toni e Graziella De Palo. Il giallo Le bambole di Chinatown parla del traffico di organi umani in un irreale quartiere cinese di una irreale Parigi. Negli ultimi anni è una letteratura come gioco dell’intelligenza, nell’ambito di una tecnica postmoderna della citazione e del riuso di forme del passato, a predominare nella sua narrativa. Intanto ha pubblicato due saggi biografici su Giacomo Casanova, Il Demone di Casanova e Casanova l’ultimo mistero (TreEditori 1998 e 2005) entrambi tradotti in Francia, e l’antologia Itinerari di Humour Nero (Barbieri Selvaggi, 2005).
Alla narrativa A.M. ha affiancato la traduzione, introdotta da saggi critici (poi raccolti nel volume Dietro la scrittura), di opere di Nerval, Schwob, Jarry, Apollinaire, Crevel, Savinkov, e l’attività editoriale con la collana “L’Amour fou” delle edizioni Kami da lui fondate e dirette.

## Narrativa

### Romanzi
- La stanza chiusa, Roma, Carte Segrete, 1986; Roma, Robin Biblioteca del Vascello, 2021
- Tre offese, Roma, Nuove edizioni del Gallo, 1990; Labirinti, Amazon, 2021
- A peso d'oro, Shakespeare & Company, 1994; Labirinti, Amazon, 2023
- Partita finale, Roma, Empiria, 1997
- I sorveglianti, Manduria, Barbieri, 2005
- Memoriale privato, Manduria, Barbieri Selvaggi, 2009
- La superiorità del topo, Firenze, Pagliai, 2011
- Trilogia di Marc Stout, Firenze, Pagliai, 2013
- La congiura dei fisici, Roma, Robin, 2014
- La sparizione, Roma, Robin, 2019
- Viaggio nella mente di una terrorista,  Roma, Robin, 2021
- Le bambole di Chinatown, Roma, Robin, 2023

### Racconti
- Il mio assassino, Chieti, Solfanelli, 1990
- Le donne di Kafka, Firenze, Shakespeare & Company, 1993; Roma, Robin, 2021
- L'assenza, il mezzo e il fine: due racconti, Milano, Lampi di stampa, 2008
- Congetture imperfette – Autunno, Labirinti, Amazon, 2020
- Gli invisibili: quattro storie del mistero, Labirinti, Amazon, 2022
- Diario del seduttore, Labirinti, Amazon, 2022
- Storie scandalose, Labirinti, Amazon, 2024

## Saggistica
- Storia dell’editoria d’Europa. vol. I Questioni generali -  Vol II, L’Italia, Firenze, Shakespeare & Company Futura, 1994
- Il demone di Casanova, Roma, Tre editori, 1998
- Le monde secret de Casanova, Parigi, Zulma, 2005
- Itinerari di humour nero, Manduria, Barbieri, 2005; Labirinti, Amazon, 2022
- Casanova: l'ultimo mistero, Roma, Tre editori, 2010
- Casanova, le dernier mystère, Parigi, L’Harmattan, 2016
- Dietro la scrittura, incontri e interviste, Labirinti, Amazon, 2021

## Curatele e Traduzioni
- Guillaume Apollinaire, Tenero come il ricordo, prefazione di A. M. Roma, Empiria, 1999; versione integrale Robin Biblioteca del Vascello, Roma,  2018
- Guillaume Apollinaire, Aneddoti 1911-1918, prefazione di A. M., Roma, Kami, 2003; Robin Biblioteca del Vascello, Roma, 2018
- René Pomeau, Laclos, o Il paradosso libertino, Roma, Kami, 2003; Labirinti, Amazon, 2022
- Catherine Millot, Gide Genet Mishima, intelligenza della perversione, Roma, Kami, 2003; Labirinti, Amazon, 2023
- Giacomo Casanova, Viaggio a Londra, prefazione di A. M., Roma, Kami, 2005
- René Crevel, Détours, prefazione di A. M., Roma, Kami, 2005; Robin Biblioteca del Vascello, Roma, 2020
- Alfred Jarry, L'amore in visita, prefazione di A.M., Roma, Kami, 2006; Labirinti, Amazon, 2022
- Marcel Schwob, Cuore doppio, prefazione di A. M., Roma, Kami, 2005; Robin Biblioteca delVascello, Roma, 2021
- Michel Delon, L'invenzione del boudoir, Firenze, Le lettere, 2010
- Serge Safran, L'amore goloso: libertinaggio gastronomico nel 18. secolo, Firenze, Le lettere, 2011
- Ambroise Vollard, Ubu in guerra e Ubu nel paese dei Soviet, prefazione di A.M., Roma, Robin Biblioteca del Vascello, 2019
- Gérard de Nerval, Gli Illuminati,  prefazione di A.M., Roma, Robin Biblioteca del Vascello, 2021
- Apollinaire, Il poeta assassinato, prefazione di A.M., Labirinti, Amazon, 2022
- René Crevel, La morte difficile, prefazione di A.M., Roma, Robin Biblioteca del Vascello, 2022
- Marcel Schwob, François Villon – La tragica storia di Amleto, prefazione di A.M., Roma, Robin Biblioteca del Vascello, 2023
- Alfred Jarry, La candela verde, Labirinti, Amazon, 2023
- Jules Laforgue, Berlino. La corte e la città, prefazione di A.M., Labirinti, Amazon, 2023